# Morfeusz

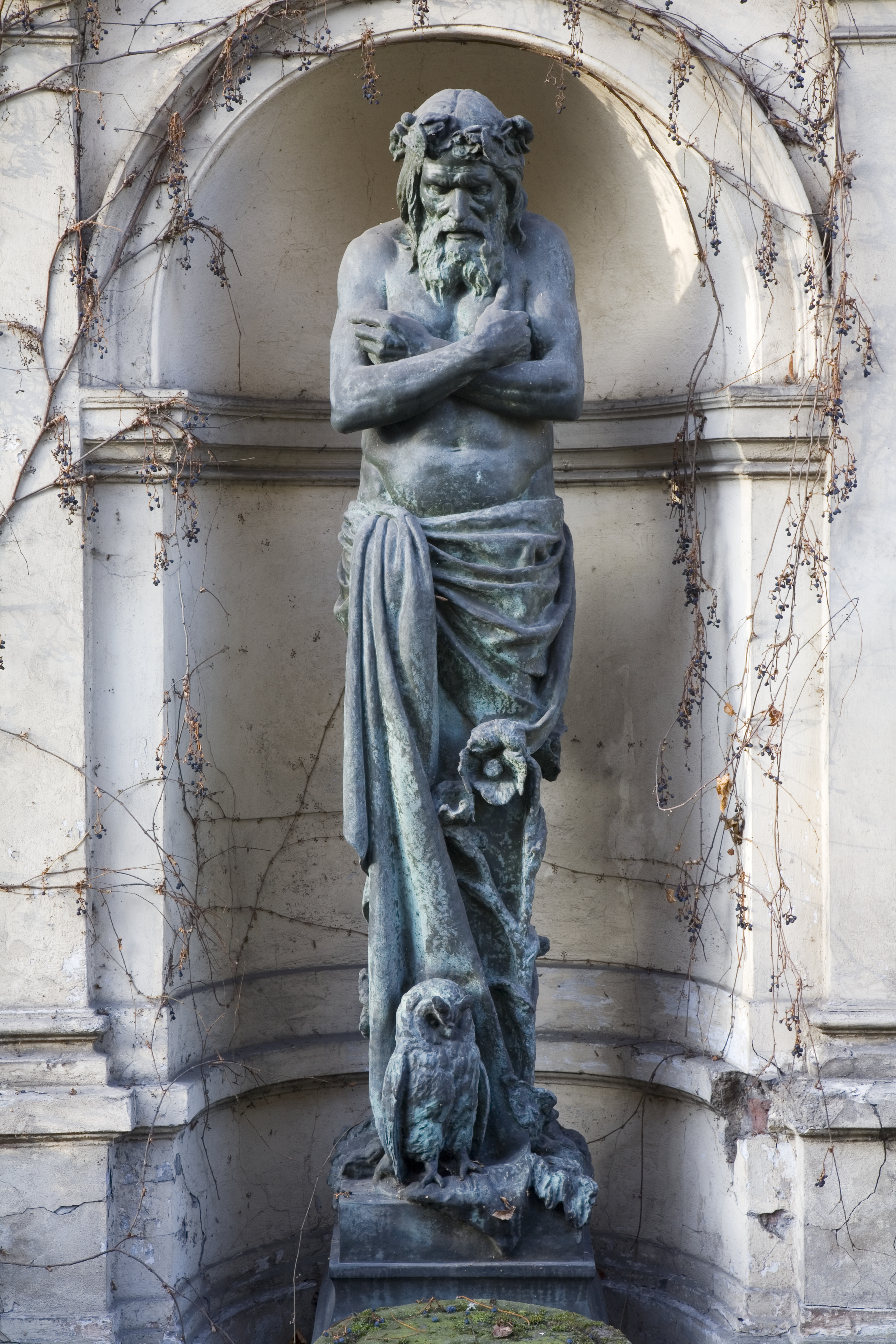
Teofila Certowicz, Morfeusz, 1889, Muzeum im. Emeryka Hutten-Czapskiego

Morfeusz (gr. Μορφεύς, Morpheus, od morphe – kształt, postać, forma; łac. Morpheus) – w mitologii greckiej bóg i uosobienie marzeń sennych. Jego ojcem był Hypnos Bóg snów, a stryjem Tanatos,  braćmi zaś Ikelos oraz Fantasos. Postać Morfeusza pojawia się w "Metamorfozach" Owidiusza, gdzie odgrywa kluczową rolę w historii Alkione (córka Eola) i Ceiksa. . Miał zdolność przybierania wyglądu dowolnej ludzkiej formy i naśladowania typowych dla niej gestów i słów. Wyobrażano go sobie jako uskrzydloną postać o wielkich i szybkich skrzydłach, dzięki którym mógł się bezszelestnie przemieszczać na duże odległości.  
Występuje w Metamorfozach Owidiusza jako jedno z tysiąca dzieci Hypnosa: 

Z tylu snów, co jaskinię wokoło zaległy,

Bóg wybrał Morfeusza; on nad wszystkich biegły,

W chodzie, w udaniu twarzy, w przejęciu postaci

Żaden Morfeuszowi nie wyrówna z braci.

On i ubiór i słowa zręcznie dobrać umie.

Tylko w ludzi się zmienia.

[...] i tylko przeznacza

Morfeja na Junony rozkazów tłumacza.

Skinął i na wezgłowie gdy twarz złoży gnuśnie,

W miękie wpada drżymanie, nim rozkosznie uśnie.

Morfeusz spełnia rozkaz i skrzydły lekkiemi

Mimo cienie przebiega do hemońskiej ziemi,

Bierze postać Ceiksa, bez szaty, zmieniony,

Blady staje przy łożu biednej Alcyony;

Z brody i włosów woda strugą dużą ciekła.

Stojąc nad łożem, mara zapłakana rzekła: [...]

Mówił głosem Ceiksa; westchnienia, łzy, jęki,

Udał nawet Morfeusz poruszenia ręki.

Wzdycha, wyciąga we śnie dłonie Alcyona,

Zamiast ciała cień tylko przyciska do łona.

[...]
Przelękła własnym krzykiem i męża obrazem,

Ocknęła się, podnosi i patrzy w tę stronę,

Gdzie się jej pokazało widmo ulubione.